# 아소카의 어머니
고대 인도의 제3대 마우리아 황제 아소카의 어머니에 대한 정보는 문헌마다 다르다. 아소카 자신의 비문과 그의 삶에 대한 정보를 제공하는 주요 문헌(예: 아소카바다나, 마하밤사)에는 그의 어머니의 이름이 적혀 있지 않다. 아소카바다나말라는 그녀의 이름을 수바드랑기라고 부르는 반면, 밤사타파카시니는 그녀를 다르마(팔리어: Dhamma 담마)라고 부른다. 다른 문헌들은 그녀를 브라만 또는 크샤트리야라고 다양하게 묘사한다.

## 이름
아소카 자신의 비문에는 그의 부모에 대한 언급이 없다. 다양한 불교 경전에서 아쇼카의 어머니에 대한 다른 이름이나 비문이 나와 있다:
- 수바드랑기 :  11세기 중반 이후에 저술된 문헌인 아소카바다나말라(디비야바다나의 아소카바다나와는 다르다)에서 나오는 이름이다.[2][3][4]
- 달마(팔리어: Dhamma 담마) : 밤사타파카시니 또는 마하밤사-티카(마하밤사에 대한 10세기 주석서)에서 나오는 이름이다.[3]
- 자나파다-칼랴니 : 디비아다나 전설에 등장하는 이름으로,[5] 학자 아난다 구루게에 따르면 이것은 이름이 아니라 하나의 별명이라고 한다.[2]

## 가계
아소카바다나에서는 아소카의 어머니의 이름이 무엇인지 밝히지 않으며, 그녀가 마우리아 제국의 수도 파탈리푸트라 인근의 참파 출신 브라만의 딸이라고 주장한다.
마하밤사티카에 따르면 아소카의 어머니 담마는 모리야 크샤트리야 가문에 속했다고 한다.
2세기 그리스계 로마 역사가 아피아노스에 따르면, 아소카의 할아버지 찬드라굽타는 그리스의 통치자 셀레우코스 1세 니카토르와 혼인 동맹을 맺었고, 이것은 아소카의 아버지 빈두사라(또는 찬드라굽타 자신)가 그리스 공주와 결혼했다는 추측으로 이어졌다. 그러나, 아소카의 어머니(또는 할머니)가 그리스인이었다는 증거는 없으며, 대부분의 역사가들은 그 생각을 일축했다.

## 불교 문헌의 전설

### 빈두사라와의 결혼
아소카바다나에 따르면, 이름이 알려지지 않은 아소카의 어머니는 참파 출신의 브라만의 딸이었다고 한다. 젊은 여성이었을 때, 그녀는 매우 아름다웠고, 이름이 알려지지 않은 점쟁이들 중 일부는 그녀가 왕과 결혼할 것이라고 예언했다. 그들은 또한 그녀가 두 아들을 낳을 것이며, 그 중 한 아들은 전륜성왕이 될 것이고, 다른 아들은 종교적인 성향을 지닐 것이라고 예언했다. 따라서, 그녀의 아버지는 그녀를 파탈리푸트라로 데리고 가서, 빈두사라 황제와 결혼하자고 제안했다.
빈두사라는 그 여인을 상서로운 천상의 처녀로 여겼고, 그녀를 그의 하렘에 초대했다. 그녀의 아름다움을 질투한 황제의 후궁들은 그녀를 황제와 함께 재우지 못하게 하고, 대신 그녀를 이발사로 훈련시켰다. 그녀는 곧 전문적인 이발사가 되었고, 그녀가 황제의 머리와 수염을 손질해줄 때마다, 황제는 편안해진 채로 잠들었다. 그녀에게 만족한 황제는 그녀에게 한 가지 소원을 들어주겠다고 약속했고, 그녀는 황제와의 교제를 요청했다. 황제는 크샤트리야인 자신보다 낮은 계급의 이발사 소녀와 잠자리를 하지 않을 것이라고 말했다. 그 소녀는 자신이 브라만 (대제사 계급의 일원)의 딸이고, 하렘의 다른 여자들에 의해 이발사가 되었다고 설명했다. 그러자 황제는 그녀에게 이발사로 일하지 말라고 말하며 그녀를 자신의 정실 황후로 만들었다.

### 임신과 출산
마하밤사티카에 따르면 담마 황후가 아소카를 임신했을 때 특이한 갈망이 있었다고 한다. 예를 들어, 그녀는 "달과 태양을 밟아서 별들과 놀고 숲을 먹어치우고 싶다"고 말한 적이 있다.  빈두사라는 자신의 궁정에 있는 브라만들에게 이러한 갈망의 의미를 설명해 달라고 요청했지만, 그렇게 하지 못했다. 황후의 가족들에게 알려진 아지비카 금욕자 자나세나는 그녀의 갈망의 의미를 해석할 수 있었고, 그녀의 아들이 인도 전체(잠부드비파)를 정복하고 통치할 것이라고 예언했다. 그는 또한 아들이 96개의 이단 종파를 파괴하고 불교를 장려하며, 자신을 불쾌하게 했다는 이유로 형제들을 죽일 것이라고 예언했다(후에 본문에는 아소카가 형제 100명 중 99명을 죽였다고 기록되어 있다).
아소카바다나에 따르면, 그녀가 첫 아이를 낳았을 때 자신의 슬픔이 없어졌기 때문에 아기에게 슬픔이 없다는 뜻인 아소카라는 이름을 지었다고 한다. 나중에, 그녀는 두 번째 아들을 낳았는데, 그 아이가 태어났을 때에도 슬픔이 사라졌기 때문에 그 아이를 비타소카라고 이름 지었다.

### 핑갈라-밧사지바의 예언
아소카바다나는 빈두사라가 그의 거친 피부 때문에 아소카를 싫어했다고 진술한다. 어느 날, 빈두사라는 아지비카 금욕자인 핑갈라밧사지바에게 그의 아들들 중 누가 그의 후계자가 될 가치가 있는지를 검사해 달라고 부탁했다. 아소카의 아버지가 그를 싫어했기 때문에, 아소카는 검사에 응하는 것을 원하지 않았다. 그러나 그의 어머니는 그가 다른 왕자들과 함께 그곳에 가도록 설득했다. 핑갈라바타지바는 아소카가 차기 황제가 될 것이라는 것을 깨달았지만, 황제를 불쾌하게 할까 봐 이것을 빈두사라에게 고하지는 않았다. 나중에, 그는 아소카의 어머니에게 그녀의 아들이 차기 황제가 될 것이라고 말했고, 그녀의 조언에 따라 빈두사라의 분노를 피하기 위해 제국을 떠났다.

### 서지
- Ananda W. P. Guruge (1993). 《Aśoka, the Righteous: A Definitive Biography》. Central Cultural Fund. ISBN 978-955-9226-00-0.
- Joel Tatelman (2013). 《The Glorious Deeds of Purna: A Translation and Study of the Purnavadana》. Taylor & Francis. ISBN 9781136814938.
- John S. Strong (1989). 《The Legend of King Aśoka: A Study and Translation of the Aśokāvadāna》. Motilal Banarsidass. ISBN 978-81-208-0616-0. 2012년 10월 30일에 확인함.
- Nayanjot Lahiri (2015). 《Ashoka in Ancient India》. Harvard University Press. ISBN 978-0-674-05777-7.
- Radhakumud Mookerji (1962). 《Aśoka》 3 revis판. Delhi: Motilal Banarsidass. ISBN 978-81-208-0582-8.
- Romila Thapar (1961). 《Aśoka and the Decline of the Mauryas》. Oxford University Press. OCLC 736554.
- Upinder Singh (2008). 《A History of Ancient and Early Medieval India: From the Stone Age to the 12th Century》. Pearson Education India. ISBN 978-81-317-1120-0.